# سد لاس واکاس
سد لاس واکاس (به اسپانیایی: Planta hidroeléctrica Río Las Vacas) یک سد در گواتمالا است که در Chinautla (Guatemala (department) واقع شده‌است.